# Alfabeto Fonético Internacional
El Alfabeto Fonético Internacional (AFI, conocido internacionalmente como IPA por su sigla en inglés) es un sistema de notación fonética. Su propósito es establecer, de forma regularizada, precisa y única, la representación de los sonidos del habla de cualquier lengua, y en el ámbito profesional lo usan frecuentemente lingüistas, logopedas, terapeutas, maestros de lengua extranjera, lexicógrafos y traductores. En su forma básica (en 2005) tiene aproximadamente 107 símbolos básicos y 55 modificadores. 
Los símbolos del Alfabeto Fonético Internacional están divididos en tres categorías: letras (que indican sonidos “básicos”), diacríticos (que especifican esos sonidos) y suprasegmentales (que indican cualidades tales como velocidad, tono y acentuación). Estas categorías están divididas en secciones menores: las letras están divididas en vocales y consonantes y los diacríticos y los suprasegmentales están divididos según si indican articulación, fonación, tono, entonación o acentuación.
Aunque el AFI fue creado para representar solo aquellas cualidades del habla que son relevantes para el idioma en sí (como la posición de la lengua, el modo de articulación y la separación y la acentuación de palabras y sílabas), se ha creado un conjunto nuevo de símbolos como extensiones del Alfabeto Fonético Internacional para marcar cualidades del habla que no tienen un efecto directo en el significado (como por ejemplo el crujido de dientes, el sigmatismo y los sonidos efectuados por personas con fisuras labiopalatinas).
El AFI puede utilizarse para transcribir cualquier lengua del mundo. Es el alfabeto fonético más utilizado en todo el mundo, aunque en Estados Unidos muchos lingüistas siguen usando, con preferencia, los símbolos del alfabeto fonético americanista.

## Historia
La historia del AFI empieza en 1886, cuando un grupo de maestros franceses y británicos, dirigidos por el lingüista francés Paul Passy, formaron la que sería después conocida como la Asociación Fonética Internacional (en francés, l’Association Phonétique Internationale). Su intención original era crear un conjunto de símbolos que podían tener valores diferentes para cada idioma. Por ejemplo, el sonido /ʃ/ (sh) se representaba originalmente con la letra <c> en inglés pero con la letra <x> en francés. Sin embargo, finalmente se decidió crear un solo alfabeto para todos los idiomas. La primera versión oficial del AFI se publicó en 1888, dos años después de la formación de la Asociación Fonética Internacional, basada en el alfabeto rómico de Henry Sweet, que a su vez se inspiró en el alfabeto fonotípico inglés de Isaac Pitman y Alexander John Ellis.
Desde su creación, la organización de las vocales y las consonantes en el AFI ha sido básicamente la misma. Sin embargo, el alfabeto en sí ha experimentado unas cuantas modificaciones. La convención de Kiel de 1989 hizo muchos cambios a la versión anterior de 1932. En 1993 tuvo lugar una modificación menor con la adición de cuatro símbolos para vocales medias centrales y la eliminación de símbolos para implosivas sordas. Finalmente, en mayo de 2005 se volvió a modificar, añadiéndose el símbolo para la vibrante simple labiodental. Aparte de la adición y la eliminación de símbolos, las modificaciones del AFI han consistido en su mayor parte en renombrar los símbolos y las categorías y en modificar las fuentes de ejemplo.
Las extensiones del alfabeto, ideadas principalmente para la transcripción de trastornos de la palabra, son relativamente recientes, creadas en 1990 y modificadas en 1997.

## Descripción

Diagrama ilustrando el Alfabeto Fonético Internacional

El principio general del AFI es otorgar un símbolo por cada sonido (o segmento del habla). Esto significa que el AFI no usa combinaciones de letras a menos que el sonido representado pueda ser visto como una secuencia de dos o más sonidos. El AFI usualmente tampoco tiene letras separadas para dos sonidos si ningún idioma conocido distingue entre ellos, y no usa letras que representen múltiples sonidos, en el modo en que <x> representa el conjunto de consonantes [ks] en español. Además, en el AFI ninguna letra tiene valores que dependan del contexto, como la <c> en la mayoría de los idiomas europeos.
Los símbolos del AFI son 107 letras para consonantes y vocales, 31 diacríticos que especifican esos sonidos, y 19 suprasegmentales, que indican cualidades tales como duración, tono, acento y entonación.

### Procedencia de los signos del AFI
Los símbolos escogidos para el AFI están hechos para armonizar con el alfabeto latino. Por esta razón, muchos símbolos se representan con letras latinas o griegas, o modificaciones de estas. Sin embargo, hay símbolos que no lo son: por ejemplo, el símbolo para la oclusiva glotal [ʔ] tiene la forma de un signo de interrogación "truncado", y fue originalmente un apóstrofo. De hecho, algunos símbolos, como el de la consonante faríngea sonora [ʕ], aunque modificada para parecer latina, fueron inspirados por glifos de otros sistemas de escritura (en este caso, la letra árabe <ﻉ>, `ain).
A pesar de su preferencia por letras que armonicen con el alfabeto latino, la Asociación Fonética Internacional ha admitido ocasionalmente símbolos que parecen no tener relación con las letras romanas. Por ejemplo, antes de 1989, los símbolos del AFI para los chasquidos eran <ʘ>, <ʇ>, <ʗ>, y <ʖ>, los cuales son claramente derivados de letras latinas y griegas, así como signos de puntuación. Sin embargo, excepto por [ʘ], ninguno de estos símbolos era representativo de la práctica contemporánea entre los especialistas en lenguas joisanas y algunos especialistas en lenguas bantú (quienes usan los símbolos para chasquidos más frecuentemente). Como resultado, fueron reemplazados por los símbolos más icónicos <ʘ>, <ǀ>, <ǃ>, <ǂ>, y <ǁ> en la Convención en Kiel de AFI en 1989.

### Símbolos y sonidos
El Alfabeto Fonético Internacional ha sido basado deliberadamente en las letras del alfabeto latino, usando tan pocas formas no latinas como sea posible. La Asociación creó el AFI para que los sonidos de la mayoría de las consonantes tomadas del alfabeto latino correspondieran a "uso internacional". Estas consonantes son [b], [d], [f], [ɡ], [k], [l], [m], [n], [p], [s], [t], [v], y [z]. Las otras consonantes del alfabeto latino, [c], [h], [j], [q], [r], [w], [x], e [y], corresponden a los sonidos que representan en otros idiomas:
| AFI | pronunciado como en |
| --- | --- |
| c   | kinyarwanda, IAST transliteración del sánscrito, irlandés (en algunos contextos)                                                                                                   |
| h   | La mayoría de las lenguas germánicas; la «j» en varias variedades del español como el de Andalucía, el de las Islas Canarias, de Cuba, de Puerto Rico o de Venezuela.              |
| j   | La mayoría de las lenguas germánicas y eslavas. Como la y del francés yeux o del inglés yes, y el sonido i del español viuda.                                                      |
| q   | quechua de Cuzco-Collao, aimara y árabe |
| r   | Lenguas eslavas, la mayoría de las lenguas romances, como en español rr en Perro.                                                                                                  |
| w   | inglés. Como la u en el español huelga |
| x   | <х> rusa en el alfabeto cirílico; la «j» en la pronunciación estándar del español.                                                                                                 |
| y   | alemán, neerlandés, finlandés, anglosajón y las lenguas escandinavas; griego antiguo <Υ> (ípsilon, úpsilon), como en la u francesa y en la mayoría de los casos como la ü alemana. |
Las vocales del alfabeto latino ([a], [e], [i], [o], [u]) , excluyendo [y], corresponden a las vocales del español, excepto por las vocales [e], [a] y [o] que en español son más abiertas (centralizadas en caso de la [a]) y tienen que ser escritas con un signo diacrítico para una correcta transcripción (aunque para usos prácticos esto se ignora), así quedando [e̞], [ä], [o̞].
Los símbolos tomados del alfabeto griego son [β], [ɣ], [ɛ], [θ], [ɸ], y [χ]. De estos, los que corresponden al uso de las letras griegas de las que se tomaron son [ɣ] y [θ], mientras que [β], [ɛ], [ɸ] y [χ], aunque indiquen sonidos parecidos a beta, épsilon, fi (phi) y ji (chi), no corresponden exactamente. La letra [ʋ], aunque visualmente parecida a la vocal griega <υ>, ípsilon (upsilon), es en realidad una consonante.
| AFI | pronunciado como en                                                                         |
| --- | ------------------------------------------------------------------------------------------- |
| β   | Kinyarwanda, limburgués, portugués, turco, ripuario, español…                               |
| ɣ   | Árabe, danés, español, neerlandés belga, vasco…                                             |
| ɛ   | Inglés, gallego, catalán, italiano, francés, alemán, húngaro, portugués, polaco, español…   |
| θ   | Albanés, córnico, inglés, gallego, español, griego…                                         |
| ɸ   | Ainu, japonés, turcomano…                                                                   |
| χ   | Abjasio, afrikáans, alemán, árabe, español, neerlandés estándar, portugués, sueco de Malmö… |
| ʋ   | Alemán, danés, feroés, finlandés, neerlandés, noruego, sueco…                               |
Los valores fónicos de las modificaciones de los grafemas de los caracteres latinos pueden inferirse fácilmente de las letras originales. Por ejemplo, las letras con un gancho girado a la derecha en la parte inferior representan consonantes retroflejas; las mayúsculas pequeñas generalmente notan consonantes uvulares. Aparte del hecho de que ciertas clases de modificaciones en la forma de las letras correspondan a ciertos tipos de modificaciones del sonido que representan, no hay manera de deducir el valor fónico que representa un símbolo solamente por la forma de ese símbolo (por contraste con lo que sucede en visible Speech).
Además de las letras mismas hay variedad de símbolos secundarios que se pueden usar en transcripción. Se pueden combinar diacríticos con las letras del AFI para transcribir valores fonéticos de articulaciones secundarias. Hay también símbolos especiales para rasgos suprasegmentales, tales como acentuación y tono.

## Alfabeto (símbolos)
El Alfabeto Fonético Internacional divide sus símbolos de letra en tres categorías: consonantes infraglotales o egresivas (pulmónicas), consonantes supraglotales o ingresivas (no pulmónicas) y vocales.

### Consonantes infraglotales o egresivas (pulmónicas)
Las consonantes egresivas son aquellas que se articulan exhalando aire desde los pulmones. En muchos idiomas, por ejemplo el español, es el único tipo de consonante existente. Casi todas las consonantes se encuentran en esta categoría, ordenadas en la siguiente tabla de manera que las columnas indican el punto de articulación; las filas, el modo de articulación. Las consonantes a la izquierda representan sonidos sordos y las consonantes a la derecha, un sonido sonoro, y aquellas consonantes murmuradas, están en la parte derecha inferior.

Gráfico oficial del AFI revisado en el 2020

Los autores de libros de texto o publicaciones similares a menudo crean versiones revisadas de la tabla IPA para expresar sus propias preferencias o necesidades. La imagen muestra una de esas versiones. Todas las consonantes pulmonares se mueven a la tabla de consonantes. Solo los símbolos negros están en la tabla oficial de IPA; los símbolos adicionales están en gris. Las fricativas grises son parte de la extIPA, y las letras retroflexas grises se mencionan o están implícitas en el Manual. El clic gris es una letra IPA retirada que todavía está en uso.

| Punto →                  | Labial   | Labial   | Labial      | Labial      | Labial       | Coronal      | Coronal | Coronal | Coronal  | Coronal  | Coronal        | Coronal        | Coronal    | Coronal    | Coronal        | Dorsal         | Dorsal  | Dorsal  | Dorsal | Dorsal | Dorsal | Laríngea | Laríngea | Laríngea | Laríngea  | Laríngea  | Laríngea | Laríngea |
| ↓ Modo                   | Bilabial | Bilabial | Labiodental | Labiodental | Linguolabial | Linguolabial | Dental  | Dental  | Alveolar | Alveolar | Palatoalveolar | Palatoalveolar | Retrofleja | Retrofleja | Alveolopalatal | Alveolopalatal | Palatal | Palatal | Velar  | Velar  | Uvular | Uvular   | Faríngea | Faríngea | Epiglotal | Epiglotal | Glotal   | Glotal   |
| ------------------------ | -------- | -------- | ----------- | ----------- | ------------ | ------------ | ------- | ------- | -------- | -------- | -------------- | -------------- | ---------- | ---------- | -------------- | -------------- | ------- | ------- | ------ | ------ | ------ | -------- | -------- | -------- | --------- | --------- | -------- | -------- |
| Nasal aproximante        | ɸ̃        | b̞̃        | ɱ̊           | ɱ           |              |              |         |         | ɹ̥̃        | ɹ̃        |                |                | ɻ̥̃          | ɻ̃          |                |                | j̥̃       | j̃       | ɰ̥̃      | ɰ̃      | χ̞̃      | ʁ̞̃        | ħ̞̃        | ʕ̞̃        |           |           | h̞̃        |          |
| Nasal simple             | m̥        | m m̰      | ɱ̊           | ɱ           | n̼̊            | n̼            | n̪̊       | n̪       | n̥        | n        |                |                | ɳ̊          | ɳ          |                |                | ɲ̊       | ɲ       | ŋ̊      | ŋ      | ɴ̥      | ɴ        |          |          |           |           |          |          |
| Oclusiva                 | p        | b        | p̪           | b̪           | t̼            | d̼            | t̪       | d̪       | t        | d        |                |                | ʈ          | ɖ          |                |                | c       | ɟ       | k      | ɡ      | q      | ɢ        | q̠        | ɢ̠        | ʡ         | ʡ         | ʔ        |          |
| Africada sibilante       |          |          |             |             |              |              | t̪s̪      | d̪z̪      | ʦ        | ʣ        | ʧ              | ʤ              | ʦ̢          | ʣ̢          | ʨ              | ʥ              |         |         |        |        |        |          |          |          |           |           |          |          |
| Africada no sibilante    | pɸ       | bβ       | p̪f          | b̪v          | t̼θ̼           | d̼ð̼           | t̪θ      | d̪ð      | tθ̠       | dð̠       | t̠͡ɹ̠̊˔            | d̠͡ɹ̠˔            | ʈɻ̝̊         | ɖɻ̝         |                |                | cç      | ɟʝ      | kx     | ɡɣ     | qχ χ͡ʀ̥  | ɢʁ ʁ͡ʀ    | q̠͡ħ       | ɢ̠͡ʕ       | ʡ͡ʜ        | ʡ͡ʢ        | ʔh       |          |
| Fricativa sibilante      |          |          |             |             |              |              | s̪       | z̪       | s        | z        | ʃ              | ʒ              | ʂ          | ʐ          | ɕ              | ʑ              |         |         |        |        |        |          |          |          |           |           |          |          |
| Fricativa no sibilante   | ɸ        | β        | f           | v           | θ̼            | ð̼            | θ       | ð       | θ̠        | ð̠        | ɹ̠̊˔             | ɹ̠˔             | ɻ̊˔         | ɻ˔         |                |                | ç       | ʝ       | x      | ɣ      | ꭓ      | ʁ        | ħ ħ̞      | ʕ ʕ̞      |           | ʢ̞         | h͈ h      | ɦ͈ ɦ ʔ̰    |
| Aproximante              | ɸ̞        | β̞        | ʋ̥           | ʋ           | θ̼˕           | ð̼˕           | θ̞       | ð̞       | ɹ̥        | ɹ        |                | ɹ̠              | ɻ̊          | ɻ          |                |                | j̊       | j       | ɰ̊      | ɰ      | ꭓ̞      | ʁ̞        | ħ ħ̞      | ʕ ʕ̞      |           | ʢ̞         | h͈ h      | ɦ͈ ɦ ʔ̰    |
| Vibrante simple tap/flap |          | ⱱ̟        |             | ⱱ           |              | ɾ̼            |         | ɾ̪       | ɾ̥        | ɾ        |                |                | ɽ̊          | ɽ          |                |                |         |         |        | ɡ̆      |        | ɢ̆        |          |          |           | ʡ̮         |          |          |
| Vibrante múltiple        | ʙ̥        | ʙ        |             | ʙ̪           |              | r̼            |         | r̪       | r̥        | r        |                |                | ɽ͡r̥         | ɽ͡r         |                |                |         |         |        |        | ʀ̥      | ʀ        |          |          | ʜ         | ʢ         |          |          |
| Africada lateral         |          |          |             |             |              |              |         |         | tɬ       | dɮ       |                |                | ʈɭ̊˔        | dɭ˔        |                |                | c͡ʎ̥˔     | ɟʎ̝      | kʟ̝̊     | ɡʟ̝     |        |          |          |          |           |           |          |          |
| Fricativa lateral        |          |          | ɬ̪           | ɮ͆           | ɬ            | ɮ            |         |         | ꞎ        | ɭʒ       |                |                | ʎ̝̊          | ʎ̝          | Ɬ              | ʟ̝              |         |         |        |        |        |          |          |          |           |           |          |          |
| Aproximante lateral      |          | l̼        |             | l̪           | l̥            | l            |         |         | ɭ̊        | ɭ        |                |                | ʎ̥          | ʎ          | ʟ̥              | ʟ              |         | ʟ̠       |        |        |        |          |          |          |           |           |          |          |
| Vibrante simple lateral  |          | ɺ̼        |             |             | ɺ̥            | ɺ            |         |         | ɭ̥̆        | ɭ̆        |                |                |            | ʎ̮          |                | ʟ̆              |         |         |        |        |        |          |          |          |           |           |          |          |

En octubre de 2005, la Asociación Fonética Internacional aprobó un nuevo símbolo fonético por primera vez en 12 años; se trata de la vibrante simple labiodental, un sonido presente en lenguas habladas en el centro y sureste de África que hasta entonces se transcribía como [v̆] (símbolo de labiodental fricativo con diacrítico de extra corto). El símbolo se describe como "v con gancho derecho" y puede ser visto en la página del AFI. . En Unicode 5.1 se define este símbolo en U+2C71: LATIN SMALL LETTER V WITH RIGHT HOOK.

#### Coarticulación
Las consonantes coarticuladas son sonidos en los que dos consonantes individuales son pronunciadas al mismo tiempo.
| Ver esta tabla como una imagen | Ver esta tabla como una imagen                               |
| ------------------------------ | ------------------------------------------------------------ |
| ʍ                              | Aproximante velar labializada sorda                          |
| w                              | Aproximante velar labializada sonora                         |
| w̃                              | Aproximante nasalizada labiovelar sonora                     |
| ɥ                              | Aproximante palatal labializada sonora                       |
| ɥ̊                              | Aproximante palatal labializada sorda                        |
| ɕ                              | Fricativa postalveolar palatalizada (alveolo-palatal) sorda  |
| ʑ                              | Fricativa postalveolar palatalizada (alveolo-palatal) sonora |
| ɧ                              | Fricativa "palatal-velar" sorda                              |

Notas
- [ɧ] es descrito como un "[ʃ] y [x] simultáneo".[18] Sin embargo, este análisis es controversial.

Existen otras consonantes coarticuladas usualmente denotadas mediante diacríticos.

#### Africadas y oclusivas de doble articulación
Las africadas y las oclusivas de doble articulación se representan por dos símbolos unidos por una barra de ligadura, abajo o arriba de los símbolos. Las seis africadas más comunes son representadas alternativamente por ligaduras, aunque no representa el uso oficial del AFI, debido al gran número de ligaduras que se requeriría para representar todas las africadas de esta forma. Una tercera forma de transcripción de las africadas que se ve en ocasiones es el uso de caracteres volados, verbigracia ts para t͡s, siguiendo el modelo de kx ~ k͡x. Los símbolos para las oclusivas palatales, [c, ɟ] se usan a menudo por conveniencia para [t͡ʃ, d͡ʒ] o africadas similares, incluso en las publicaciones oficiales en AFI, por lo que deben ser interpretados con mucho cuidado. 
| Barra de ligadura | Ligadura | Descripción                                  |
| ----------------- | -------- | -------------------------------------------- |
| t͡s                | ʦ        | africada alveolar sorda                      |
| d͡z                | ʣ        | africada alveolar sonora                     |
| t͡ʃ                | ʧ        | africada postalveolar sorda                  |
| d͡ʒ                | ʤ        | africada postalveolar sonora                 |
| ʈ͡ʂ                | ʦ̢        | africada retrofleja sorda                    |
| ɖ͡ʐ                | ʣ̢        | africada retrofleja sonora                   |
| t͡ɕ                | ʨ        | africada alveopalatal sorda                  |
| d͡ʑ                | ʥ        | africada alveopalatal sonora                 |
| t͡ɬ                | –        | africada lateral-alveolar sorda              |
| k͡p                | –        | oclusiva velo-labial sorda                   |
| ɡ͡b                | –        | oclusiva velo-labial sonora                  |
| ŋ͡m                | –        | oclusiva velo-labial nasal sonora            |
| c͡ç                | –        | africada palatal sorda                       |
| q͡χ                | –        | africada uvular sorda                        |
| ʔ͡h                | –        | africada glotal sorda                        |
| d͡ɮ                | –        | africada lateral-alveolar sonora             |
| k͡ʟ̝̊                | –        | africada lateral-velar sorda                 |
| χ͡ʀ̥                | –        | vibrante africada uvular sorda               |
| ʡ͡ʢ                | –        | africada epiglotal sonora                    |
| q͡ʡ                | –        | oclusiva uvular epiglotal sorda              |
| t̪ʙ̥                | –        | vibrante-post oclusiva bilabial dental sorda |
| tr̥                | –        | vibrante múltiple africada alveolar sorda    |
| n̼d̼                | –        | Oclusiva linguolabial prenasalizada sonora   |
| t͡p                | –        | Oclusiva labio-alveolar sorda                |
| d͡b                | –        | Oclusiva labio-alveolar sonora               |
| n͡m                | –        | Nasal labio-alveolar sonora                  |
| q͡p                | –        | Oclusiva labio-uvular sorda                  |

### Consonantes supraglotales o ingresivas (no pulmónicas)
| Ver esta tabla como una imagen | Ver esta tabla como una imagen   | Ver esta tabla como una imagen | Ver esta tabla como una imagen | Ver esta tabla como una imagen | Ver esta tabla como una imagen |
| Clics                          | Clics                            | Implosivas                     | Implosivas                     | Eyectivas                      | Eyectivas                      |
| ------------------------------ | -------------------------------- | ------------------------------ | ------------------------------ | ------------------------------ | ------------------------------ |
| ʘ                              | Bilabial                         | ɓ                              | Bilabial                       | ʼ                              | Por ejemplo:                   |
| ʖ                              | Lateral alveolar (Obs.)          | ƭ                              | Alveolar (Obs.)                | ʼ                              | Por ejemplo:                   |
| ǀ                              | Laminal alveolar ("dental")      | ɗ                              | Alveolar                       | pʼ                             | Bilabial                       |
| ǃ                              | alveolar                         | ʄ                              | Palatal                        | tʼ                             | Alveolar                       |
| ǂ                              | Laminal postalveolar ("palatal") | ɠ                              | Velar                          | k'                             | Velar                          |
| ǁ                              | Lateral coronal ("lateral")      | ʛ                              | Uvular                         | sʼ                             | Fricativa alveolar             |
| !!                             | Retroflejo                       |                                |                                | ʃʼ                             | Fricativa alveolo-palatal      |
| ʞ                              | velar (Obsoleto)                 |                                |                                |                                |                                |

### Vocales
| | Anterior | Semiant. | Central | Semipost. | Posterior |
| Cerrada | \| i • y ɨ • ʉ ɯ • u ɪ̟ • ʏ̟ ɪ • ʏ ɪ̈ • ʊ̈ ɯ̽ • ʊ ɯ̞ • ʊ̠ e • ø ɘ • ɵ ɤ • o e̞ • ø̞ ə • ɵ̞ ɤ̞ • o̞ ɛ • œ ɜ • ɞ ʌ • ɔ æ • œ̞ ɐ • ɞ̞ ʌ̞ • ɔ̞ a • ɶ ɐ̞ • ɶ̠ ɑ • ɒ \| | \| i • y ɨ • ʉ ɯ • u ɪ̟ • ʏ̟ ɪ • ʏ ɪ̈ • ʊ̈ ɯ̽ • ʊ ɯ̞ • ʊ̠ e • ø ɘ • ɵ ɤ • o e̞ • ø̞ ə • ɵ̞ ɤ̞ • o̞ ɛ • œ ɜ • ɞ ʌ • ɔ æ • œ̞ ɐ • ɞ̞ ʌ̞ • ɔ̞ a • ɶ ɐ̞ • ɶ̠ ɑ • ɒ \| | \| i • y ɨ • ʉ ɯ • u ɪ̟ • ʏ̟ ɪ • ʏ ɪ̈ • ʊ̈ ɯ̽ • ʊ ɯ̞ • ʊ̠ e • ø ɘ • ɵ ɤ • o e̞ • ø̞ ə • ɵ̞ ɤ̞ • o̞ ɛ • œ ɜ • ɞ ʌ • ɔ æ • œ̞ ɐ • ɞ̞ ʌ̞ • ɔ̞ a • ɶ ɐ̞ • ɶ̠ ɑ • ɒ \| | \| i • y ɨ • ʉ ɯ • u ɪ̟ • ʏ̟ ɪ • ʏ ɪ̈ • ʊ̈ ɯ̽ • ʊ ɯ̞ • ʊ̠ e • ø ɘ • ɵ ɤ • o e̞ • ø̞ ə • ɵ̞ ɤ̞ • o̞ ɛ • œ ɜ • ɞ ʌ • ɔ æ • œ̞ ɐ • ɞ̞ ʌ̞ • ɔ̞ a • ɶ ɐ̞ • ɶ̠ ɑ • ɒ \| | \| i • y ɨ • ʉ ɯ • u ɪ̟ • ʏ̟ ɪ • ʏ ɪ̈ • ʊ̈ ɯ̽ • ʊ ɯ̞ • ʊ̠ e • ø ɘ • ɵ ɤ • o e̞ • ø̞ ə • ɵ̞ ɤ̞ • o̞ ɛ • œ ɜ • ɞ ʌ • ɔ æ • œ̞ ɐ • ɞ̞ ʌ̞ • ɔ̞ a • ɶ ɐ̞ • ɶ̠ ɑ • ɒ \| |
| Casi cerr. | \| i • y ɨ • ʉ ɯ • u ɪ̟ • ʏ̟ ɪ • ʏ ɪ̈ • ʊ̈ ɯ̽ • ʊ ɯ̞ • ʊ̠ e • ø ɘ • ɵ ɤ • o e̞ • ø̞ ə • ɵ̞ ɤ̞ • o̞ ɛ • œ ɜ • ɞ ʌ • ɔ æ • œ̞ ɐ • ɞ̞ ʌ̞ • ɔ̞ a • ɶ ɐ̞ • ɶ̠ ɑ • ɒ \| | \| i • y ɨ • ʉ ɯ • u ɪ̟ • ʏ̟ ɪ • ʏ ɪ̈ • ʊ̈ ɯ̽ • ʊ ɯ̞ • ʊ̠ e • ø ɘ • ɵ ɤ • o e̞ • ø̞ ə • ɵ̞ ɤ̞ • o̞ ɛ • œ ɜ • ɞ ʌ • ɔ æ • œ̞ ɐ • ɞ̞ ʌ̞ • ɔ̞ a • ɶ ɐ̞ • ɶ̠ ɑ • ɒ \| | \| i • y ɨ • ʉ ɯ • u ɪ̟ • ʏ̟ ɪ • ʏ ɪ̈ • ʊ̈ ɯ̽ • ʊ ɯ̞ • ʊ̠ e • ø ɘ • ɵ ɤ • o e̞ • ø̞ ə • ɵ̞ ɤ̞ • o̞ ɛ • œ ɜ • ɞ ʌ • ɔ æ • œ̞ ɐ • ɞ̞ ʌ̞ • ɔ̞ a • ɶ ɐ̞ • ɶ̠ ɑ • ɒ \| | \| i • y ɨ • ʉ ɯ • u ɪ̟ • ʏ̟ ɪ • ʏ ɪ̈ • ʊ̈ ɯ̽ • ʊ ɯ̞ • ʊ̠ e • ø ɘ • ɵ ɤ • o e̞ • ø̞ ə • ɵ̞ ɤ̞ • o̞ ɛ • œ ɜ • ɞ ʌ • ɔ æ • œ̞ ɐ • ɞ̞ ʌ̞ • ɔ̞ a • ɶ ɐ̞ • ɶ̠ ɑ • ɒ \| | \| i • y ɨ • ʉ ɯ • u ɪ̟ • ʏ̟ ɪ • ʏ ɪ̈ • ʊ̈ ɯ̽ • ʊ ɯ̞ • ʊ̠ e • ø ɘ • ɵ ɤ • o e̞ • ø̞ ə • ɵ̞ ɤ̞ • o̞ ɛ • œ ɜ • ɞ ʌ • ɔ æ • œ̞ ɐ • ɞ̞ ʌ̞ • ɔ̞ a • ɶ ɐ̞ • ɶ̠ ɑ • ɒ \| |
| Semicerr. | \| i • y ɨ • ʉ ɯ • u ɪ̟ • ʏ̟ ɪ • ʏ ɪ̈ • ʊ̈ ɯ̽ • ʊ ɯ̞ • ʊ̠ e • ø ɘ • ɵ ɤ • o e̞ • ø̞ ə • ɵ̞ ɤ̞ • o̞ ɛ • œ ɜ • ɞ ʌ • ɔ æ • œ̞ ɐ • ɞ̞ ʌ̞ • ɔ̞ a • ɶ ɐ̞ • ɶ̠ ɑ • ɒ \| | \| i • y ɨ • ʉ ɯ • u ɪ̟ • ʏ̟ ɪ • ʏ ɪ̈ • ʊ̈ ɯ̽ • ʊ ɯ̞ • ʊ̠ e • ø ɘ • ɵ ɤ • o e̞ • ø̞ ə • ɵ̞ ɤ̞ • o̞ ɛ • œ ɜ • ɞ ʌ • ɔ æ • œ̞ ɐ • ɞ̞ ʌ̞ • ɔ̞ a • ɶ ɐ̞ • ɶ̠ ɑ • ɒ \| | \| i • y ɨ • ʉ ɯ • u ɪ̟ • ʏ̟ ɪ • ʏ ɪ̈ • ʊ̈ ɯ̽ • ʊ ɯ̞ • ʊ̠ e • ø ɘ • ɵ ɤ • o e̞ • ø̞ ə • ɵ̞ ɤ̞ • o̞ ɛ • œ ɜ • ɞ ʌ • ɔ æ • œ̞ ɐ • ɞ̞ ʌ̞ • ɔ̞ a • ɶ ɐ̞ • ɶ̠ ɑ • ɒ \| | \| i • y ɨ • ʉ ɯ • u ɪ̟ • ʏ̟ ɪ • ʏ ɪ̈ • ʊ̈ ɯ̽ • ʊ ɯ̞ • ʊ̠ e • ø ɘ • ɵ ɤ • o e̞ • ø̞ ə • ɵ̞ ɤ̞ • o̞ ɛ • œ ɜ • ɞ ʌ • ɔ æ • œ̞ ɐ • ɞ̞ ʌ̞ • ɔ̞ a • ɶ ɐ̞ • ɶ̠ ɑ • ɒ \| | \| i • y ɨ • ʉ ɯ • u ɪ̟ • ʏ̟ ɪ • ʏ ɪ̈ • ʊ̈ ɯ̽ • ʊ ɯ̞ • ʊ̠ e • ø ɘ • ɵ ɤ • o e̞ • ø̞ ə • ɵ̞ ɤ̞ • o̞ ɛ • œ ɜ • ɞ ʌ • ɔ æ • œ̞ ɐ • ɞ̞ ʌ̞ • ɔ̞ a • ɶ ɐ̞ • ɶ̠ ɑ • ɒ \| |
| Media | \| i • y ɨ • ʉ ɯ • u ɪ̟ • ʏ̟ ɪ • ʏ ɪ̈ • ʊ̈ ɯ̽ • ʊ ɯ̞ • ʊ̠ e • ø ɘ • ɵ ɤ • o e̞ • ø̞ ə • ɵ̞ ɤ̞ • o̞ ɛ • œ ɜ • ɞ ʌ • ɔ æ • œ̞ ɐ • ɞ̞ ʌ̞ • ɔ̞ a • ɶ ɐ̞ • ɶ̠ ɑ • ɒ \| | \| i • y ɨ • ʉ ɯ • u ɪ̟ • ʏ̟ ɪ • ʏ ɪ̈ • ʊ̈ ɯ̽ • ʊ ɯ̞ • ʊ̠ e • ø ɘ • ɵ ɤ • o e̞ • ø̞ ə • ɵ̞ ɤ̞ • o̞ ɛ • œ ɜ • ɞ ʌ • ɔ æ • œ̞ ɐ • ɞ̞ ʌ̞ • ɔ̞ a • ɶ ɐ̞ • ɶ̠ ɑ • ɒ \| | \| i • y ɨ • ʉ ɯ • u ɪ̟ • ʏ̟ ɪ • ʏ ɪ̈ • ʊ̈ ɯ̽ • ʊ ɯ̞ • ʊ̠ e • ø ɘ • ɵ ɤ • o e̞ • ø̞ ə • ɵ̞ ɤ̞ • o̞ ɛ • œ ɜ • ɞ ʌ • ɔ æ • œ̞ ɐ • ɞ̞ ʌ̞ • ɔ̞ a • ɶ ɐ̞ • ɶ̠ ɑ • ɒ \| | \| i • y ɨ • ʉ ɯ • u ɪ̟ • ʏ̟ ɪ • ʏ ɪ̈ • ʊ̈ ɯ̽ • ʊ ɯ̞ • ʊ̠ e • ø ɘ • ɵ ɤ • o e̞ • ø̞ ə • ɵ̞ ɤ̞ • o̞ ɛ • œ ɜ • ɞ ʌ • ɔ æ • œ̞ ɐ • ɞ̞ ʌ̞ • ɔ̞ a • ɶ ɐ̞ • ɶ̠ ɑ • ɒ \| | \| i • y ɨ • ʉ ɯ • u ɪ̟ • ʏ̟ ɪ • ʏ ɪ̈ • ʊ̈ ɯ̽ • ʊ ɯ̞ • ʊ̠ e • ø ɘ • ɵ ɤ • o e̞ • ø̞ ə • ɵ̞ ɤ̞ • o̞ ɛ • œ ɜ • ɞ ʌ • ɔ æ • œ̞ ɐ • ɞ̞ ʌ̞ • ɔ̞ a • ɶ ɐ̞ • ɶ̠ ɑ • ɒ \| |
| Semiab. | \| i • y ɨ • ʉ ɯ • u ɪ̟ • ʏ̟ ɪ • ʏ ɪ̈ • ʊ̈ ɯ̽ • ʊ ɯ̞ • ʊ̠ e • ø ɘ • ɵ ɤ • o e̞ • ø̞ ə • ɵ̞ ɤ̞ • o̞ ɛ • œ ɜ • ɞ ʌ • ɔ æ • œ̞ ɐ • ɞ̞ ʌ̞ • ɔ̞ a • ɶ ɐ̞ • ɶ̠ ɑ • ɒ \| | \| i • y ɨ • ʉ ɯ • u ɪ̟ • ʏ̟ ɪ • ʏ ɪ̈ • ʊ̈ ɯ̽ • ʊ ɯ̞ • ʊ̠ e • ø ɘ • ɵ ɤ • o e̞ • ø̞ ə • ɵ̞ ɤ̞ • o̞ ɛ • œ ɜ • ɞ ʌ • ɔ æ • œ̞ ɐ • ɞ̞ ʌ̞ • ɔ̞ a • ɶ ɐ̞ • ɶ̠ ɑ • ɒ \| | \| i • y ɨ • ʉ ɯ • u ɪ̟ • ʏ̟ ɪ • ʏ ɪ̈ • ʊ̈ ɯ̽ • ʊ ɯ̞ • ʊ̠ e • ø ɘ • ɵ ɤ • o e̞ • ø̞ ə • ɵ̞ ɤ̞ • o̞ ɛ • œ ɜ • ɞ ʌ • ɔ æ • œ̞ ɐ • ɞ̞ ʌ̞ • ɔ̞ a • ɶ ɐ̞ • ɶ̠ ɑ • ɒ \| | \| i • y ɨ • ʉ ɯ • u ɪ̟ • ʏ̟ ɪ • ʏ ɪ̈ • ʊ̈ ɯ̽ • ʊ ɯ̞ • ʊ̠ e • ø ɘ • ɵ ɤ • o e̞ • ø̞ ə • ɵ̞ ɤ̞ • o̞ ɛ • œ ɜ • ɞ ʌ • ɔ æ • œ̞ ɐ • ɞ̞ ʌ̞ • ɔ̞ a • ɶ ɐ̞ • ɶ̠ ɑ • ɒ \| | \| i • y ɨ • ʉ ɯ • u ɪ̟ • ʏ̟ ɪ • ʏ ɪ̈ • ʊ̈ ɯ̽ • ʊ ɯ̞ • ʊ̠ e • ø ɘ • ɵ ɤ • o e̞ • ø̞ ə • ɵ̞ ɤ̞ • o̞ ɛ • œ ɜ • ɞ ʌ • ɔ æ • œ̞ ɐ • ɞ̞ ʌ̞ • ɔ̞ a • ɶ ɐ̞ • ɶ̠ ɑ • ɒ \| |
| Casi ab. | \| i • y ɨ • ʉ ɯ • u ɪ̟ • ʏ̟ ɪ • ʏ ɪ̈ • ʊ̈ ɯ̽ • ʊ ɯ̞ • ʊ̠ e • ø ɘ • ɵ ɤ • o e̞ • ø̞ ə • ɵ̞ ɤ̞ • o̞ ɛ • œ ɜ • ɞ ʌ • ɔ æ • œ̞ ɐ • ɞ̞ ʌ̞ • ɔ̞ a • ɶ ɐ̞ • ɶ̠ ɑ • ɒ \| | \| i • y ɨ • ʉ ɯ • u ɪ̟ • ʏ̟ ɪ • ʏ ɪ̈ • ʊ̈ ɯ̽ • ʊ ɯ̞ • ʊ̠ e • ø ɘ • ɵ ɤ • o e̞ • ø̞ ə • ɵ̞ ɤ̞ • o̞ ɛ • œ ɜ • ɞ ʌ • ɔ æ • œ̞ ɐ • ɞ̞ ʌ̞ • ɔ̞ a • ɶ ɐ̞ • ɶ̠ ɑ • ɒ \| | \| i • y ɨ • ʉ ɯ • u ɪ̟ • ʏ̟ ɪ • ʏ ɪ̈ • ʊ̈ ɯ̽ • ʊ ɯ̞ • ʊ̠ e • ø ɘ • ɵ ɤ • o e̞ • ø̞ ə • ɵ̞ ɤ̞ • o̞ ɛ • œ ɜ • ɞ ʌ • ɔ æ • œ̞ ɐ • ɞ̞ ʌ̞ • ɔ̞ a • ɶ ɐ̞ • ɶ̠ ɑ • ɒ \| | \| i • y ɨ • ʉ ɯ • u ɪ̟ • ʏ̟ ɪ • ʏ ɪ̈ • ʊ̈ ɯ̽ • ʊ ɯ̞ • ʊ̠ e • ø ɘ • ɵ ɤ • o e̞ • ø̞ ə • ɵ̞ ɤ̞ • o̞ ɛ • œ ɜ • ɞ ʌ • ɔ æ • œ̞ ɐ • ɞ̞ ʌ̞ • ɔ̞ a • ɶ ɐ̞ • ɶ̠ ɑ • ɒ \| | \| i • y ɨ • ʉ ɯ • u ɪ̟ • ʏ̟ ɪ • ʏ ɪ̈ • ʊ̈ ɯ̽ • ʊ ɯ̞ • ʊ̠ e • ø ɘ • ɵ ɤ • o e̞ • ø̞ ə • ɵ̞ ɤ̞ • o̞ ɛ • œ ɜ • ɞ ʌ • ɔ æ • œ̞ ɐ • ɞ̞ ʌ̞ • ɔ̞ a • ɶ ɐ̞ • ɶ̠ ɑ • ɒ \| |
| Abierta | \| i • y ɨ • ʉ ɯ • u ɪ̟ • ʏ̟ ɪ • ʏ ɪ̈ • ʊ̈ ɯ̽ • ʊ ɯ̞ • ʊ̠ e • ø ɘ • ɵ ɤ • o e̞ • ø̞ ə • ɵ̞ ɤ̞ • o̞ ɛ • œ ɜ • ɞ ʌ • ɔ æ • œ̞ ɐ • ɞ̞ ʌ̞ • ɔ̞ a • ɶ ɐ̞ • ɶ̠ ɑ • ɒ \| | \| i • y ɨ • ʉ ɯ • u ɪ̟ • ʏ̟ ɪ • ʏ ɪ̈ • ʊ̈ ɯ̽ • ʊ ɯ̞ • ʊ̠ e • ø ɘ • ɵ ɤ • o e̞ • ø̞ ə • ɵ̞ ɤ̞ • o̞ ɛ • œ ɜ • ɞ ʌ • ɔ æ • œ̞ ɐ • ɞ̞ ʌ̞ • ɔ̞ a • ɶ ɐ̞ • ɶ̠ ɑ • ɒ \| | \| i • y ɨ • ʉ ɯ • u ɪ̟ • ʏ̟ ɪ • ʏ ɪ̈ • ʊ̈ ɯ̽ • ʊ ɯ̞ • ʊ̠ e • ø ɘ • ɵ ɤ • o e̞ • ø̞ ə • ɵ̞ ɤ̞ • o̞ ɛ • œ ɜ • ɞ ʌ • ɔ æ • œ̞ ɐ • ɞ̞ ʌ̞ • ɔ̞ a • ɶ ɐ̞ • ɶ̠ ɑ • ɒ \| | \| i • y ɨ • ʉ ɯ • u ɪ̟ • ʏ̟ ɪ • ʏ ɪ̈ • ʊ̈ ɯ̽ • ʊ ɯ̞ • ʊ̠ e • ø ɘ • ɵ ɤ • o e̞ • ø̞ ə • ɵ̞ ɤ̞ • o̞ ɛ • œ ɜ • ɞ ʌ • ɔ æ • œ̞ ɐ • ɞ̞ ʌ̞ • ɔ̞ a • ɶ ɐ̞ • ɶ̠ ɑ • ɒ \| | \| i • y ɨ • ʉ ɯ • u ɪ̟ • ʏ̟ ɪ • ʏ ɪ̈ • ʊ̈ ɯ̽ • ʊ ɯ̞ • ʊ̠ e • ø ɘ • ɵ ɤ • o e̞ • ø̞ ə • ɵ̞ ɤ̞ • o̞ ɛ • œ ɜ • ɞ ʌ • ɔ æ • œ̞ ɐ • ɞ̞ ʌ̞ • ɔ̞ a • ɶ ɐ̞ • ɶ̠ ɑ • ɒ \| |
| i • y ɨ • ʉ ɯ • u ɪ̟ • ʏ̟ ɪ • ʏ ɪ̈ • ʊ̈ ɯ̽ • ʊ ɯ̞ • ʊ̠ e • ø ɘ • ɵ ɤ • o e̞ • ø̞ ə • ɵ̞ ɤ̞ • o̞ ɛ • œ ɜ • ɞ ʌ • ɔ æ • œ̞ ɐ • ɞ̞ ʌ̞ • ɔ̞ a • ɶ ɐ̞ • ɶ̠ ɑ • ɒ | | | | | |

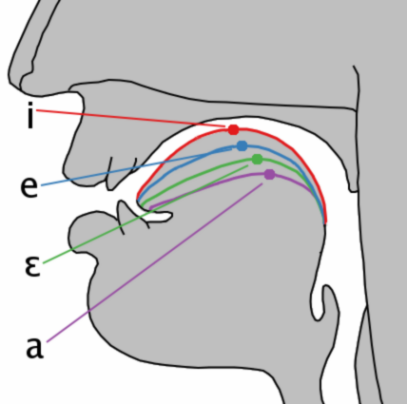
Posiciones de la lengua de vocales frontales cardinales con el punto más alto indicado. La posición del punto más alto es usado para determinar altura y fondo.

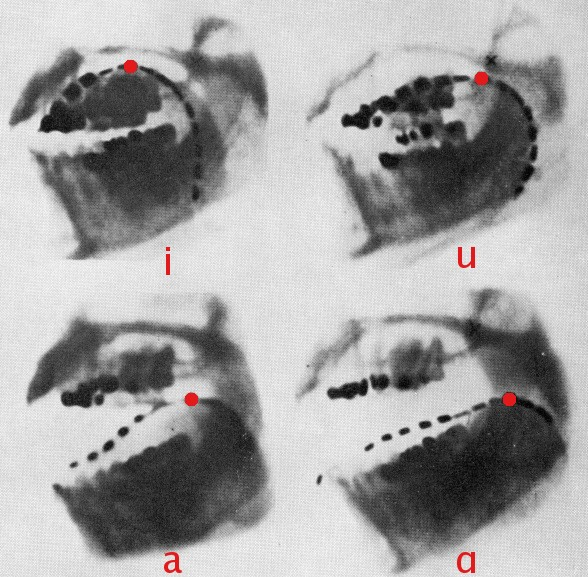
Radiografía de rayos X mostrando la articulación de los sonidos /[i, u, a, ɑ]/

El AFI define una vocal como un sonido que ocurre en el núcleo de una sílaba. Debajo está una tabla representando las vocales con signo propio en el AFI. El AFI ubica las vocales en un gráfico bidimensional según la posición de la lengua. Las dos dimensiones según este gráfico son la anterioridad (vocal anterior/central/posterior) y la altura o abertura (vocal cerrada/semicerrada/semiabierta/abierta, etc.). Estas dos dimensiones se corresponden respectivamente con el segundo formante y el primer formante, encontrados en el espectrograma de dichos sonidos:
- El eje vertical de la tabla está determinado por la altura de la vocal. Las vocales pronunciadas con la lengua baja están en la base, y las vocales pronunciadas con la lengua alzada están en la cima. Por ejemplo, [ɑ] está en la base porque la lengua está baja en esta posición. Sin embargo, [i] está en la cima porque el sonido es pronunciado con la lengua alzada hacia el techo de la boca.
- De manera similar, el eje horizontal está determinado por el fondo de la vocal. Las vocales con la lengua movida hacia el frente de la boca (como [ɛ]) están a la izquierda de la tabla, mientras que aquellas en que se mueve hacia atrás (como [ʌ]) son colocadas a la derecha de la tabla.
- Donde las vocales están en pares, la derecha representa una vocal redondeada mientras que la izquierda es la equivalente no redondeada. Este redondeamiento se asocia al tercer formante (que es menos prominente en la mayoría de lenguas).
- En algunos idiomas como el guaraní o el francés existen vocales nasales (vocales idénticas pero pronunciadas con la nariz).

Ver la tabla de vocales como una imagen

## Diacríticos
Los diacríticos son pequeñas marcas que se colocan alrededor de la letra AFI para mostrar una cierta alteración o descripción más específica en la pronunciación de la letra. Sub-diacríticos (marcas normalmente puestas bajo una letra o símbolo) pueden ponerse arriba de un símbolo con descendiente, v.g. ŋ̊.
La i sin punto, <ı>, es usada cuando el punto interferiría con el diacrítico. Otros símbolos AFI pueden aparecer como diacríticos para representar detalle fonético: tˢ (salida fricativa), bʱ (voz murmurada), ˀa (comienzo glotal), ᵊ (schwa epentético), oᶷ (diptonguización). Diacríticos más avanzados fueron desarrollados en el AFI extendido para codificación de pronunciación más específica.
| Diacríticos de silabicidad              | Diacríticos de silabicidad                            | Diacríticos de silabicidad                            | Diacríticos de silabicidad                            |
| --------------------------------------- | ----------------------------------------------------- | ----------------------------------------------------- | ----------------------------------------------------- |
| ɹ̩ n̩                                     | Silábica                                              | e̯ ʊ̯                                                   | No silábica                                           |
| Diacríticos de realización consonántica |                                                       |                                                       |                                                       |
| tʰ dʰ                                   | Aspirada[n. 1]                                        | d̚                                                     | Sin soltamiento perceptible                           |
| dⁿ                                      | Soltamiento nasal                                     | dˡ                                                    | Soltamiento lateral                                   |
| Diacríticos de fonación                 |                                                       |                                                       |                                                       |
| n̥ d̥                                     | Sorda                                                 | s̬ t̬                                                   | Sonora                                                |
| b̤ a̤                                     | Voz murmurada[n. 2]                                   | b̰ a̰                                                   | Voz rechinada                                         |
| Diacríticos de articulación             |                                                       |                                                       |                                                       |
| t̪ d̪                                     | Dental                                                | t̼ d̼                                                   | Linguolabial                                          |
| t̺ d̺                                     | Apical                                                | g̻ d̻                                                   | Laminal                                               |
| u̟ t̟                                     | Avanzada                                              | i̠ t̠                                                   | Retraída                                              |
| ë ä                                     | Centralizada                                          | e̽ ɯ̽                                                   | Medio centralizada                                    |
| e̝ ɹ̝                                     | Levantada (ɹ̝ = fricativa alveolar sonora no silbante) | Levantada (ɹ̝ = fricativa alveolar sonora no silbante) | Levantada (ɹ̝ = fricativa alveolar sonora no silbante) |
| e̞ β̞                                     | Bajada (β̞ = aproximante bilabial)                     | Bajada (β̞ = aproximante bilabial)                     | Bajada (β̞ = aproximante bilabial)                     |
| Diacríticos de co-articulación          |                                                       |                                                       |                                                       |
| ɔ̹ x̹                                     | Más redondeada                                        | ɔ̜ x̜ʷ                                                  | Menos redondeada                                      |
| tʷ dʷ                                   | Labializada                                           | tʲ dʲ                                                 | Palatalizada                                          |
| tˠ dˠ                                   | Velarizada                                            | tˁ dˁ                                                 | Faringealizada                                        |
| ɫ ᵶ                                     | Velarizada o faringealizada                           | Velarizada o faringealizada                           | Velarizada o faringealizada                           |
| e̘ o̘                                     | Raíz de la lengua avanzada                            | e̙ o̙                                                   | Raíz de la lengua retraída                            |
| ẽ ɾ̃                                     | Nasalizada                                            | ɚə˞ ɜ˞                                                | Rotización                                            |
Notas
1. ↑  Con consonantes sonoras aspiradas, la aspiración también es sonora. Muchos lingüistas prefieren uno de los diacríticos dedicados a la voz murmurada
2. ↑  Algunos lingüistas restringen este diacríticos a sonorantes, y transcriben las obstruyentes como bʱ

El estado del glotis puede ser bien transcrito con diacríticos. Una serie de oclusivas alveolares desde una fonación de glotis abierta a una cerrada son:
| [t]  | sorda         | [d̤] | voz murmurada | ǳ  | ʣ |
| [d̥]  | voz floja     | [d] | voz modal     | ts | ʦ |
| [d̬]  | voz dura      | [d̰] | voz rechinada | fŋ | ʩ |
| [ʔ͡t] | cierre glotal |     |               |    |   |

## Suprasegmentales
| ˈ          | Acento primario (usado antes de sílaba acentuada) | ˌ                   | Acento secundario (usado antes de sílaba acentuada) |            |            |
| ː          | Consonante geminada o vocal larga                 | ˑ                   | Semilarga                                           |            |            |
| ˘          | Extra breve                                       | .                   | Ruptura silábica                                    |            |            |
| ‿          | Ausencia de ruptura                               | Ausencia de ruptura | Ausencia de ruptura                                 |            |            |
| Entonación |                                                   |                     |                                                     |            |            |
| \|         | Ruptura menor                                     | ‖                   | Ruptura mayor                                       |            |            |
| ↗︎          | Subida global                                     | ↘︎                   | Bajada global                                       |            |            |
| Tonos      |                                                   |                     |                                                     |            |            |
| e̋ o ˥      | Extra alto                                        | ê                   | Caída                                               |            |            |
| é o ˦      | Alto                                              | ě                   | Subida                                              |            |            |
| ē o ˧      | Medio                                             |                     |                                                     |            |            |
| è o ˨      | Bajo                                              | ↓e (e)             | Descendente                                         |            |            |
| ȅ o ˩      | Extra bajo                                        | ↑e (e)             | Ascendente                                          | Ascendente | Ascendente |

## Extensiones y letras obsoletas
| ʩ  | Fricativa velofaríngea sorda (ronquido; ocurre seguido con paladar hendido)   |
| ʩ𐞪 | Vibrante múltiple velofaríngea sorda                                          |
| ʪ  | Fricativa alveolar central y lateral sorda, [ɬ͡s] (una especie de sigmatismo)  |
| ʫ  | Fricativa alveolar central y lateral sonora, [ɮ͡z] (una especie de sigmatismo) |
| ʬ  | Percusiva bilabial (golpe con los labios)                                     |
| ʭ  | Percusiva bidental (junción de los dientes)                                   |
| ¡  | Chasquido alveolar sublaminal bajo (al chupar la lengua)                      |
| 𝼂  | Oclusiva faríngea superior sonora                                             |
| ꞯ  | Oclusiva faríngea superior sorda                                              |

| Mecanismo aerodinámico  | Mecanismo aerodinámico                                                   | Mecanismo aerodinámico | Mecanismo aerodinámico                                                                                         |
| ----------------------- | ------------------------------------------------------------------------ | ---------------------- | --- |
| p↓                      | Ingresiva                                                                | ǃ↑                     | Egresiva |
| Fonación                |                                                                          |                        | |
| p˭                      | Sin aspiración                                                           | ạ                      | Fonación susurrada                                                                                             |
| aꟸ                      | Voz faucalizada (con la faringe extendida, como al bostezar)             | a!                     | Voz presionada, (voz estridente áspera; involucrando las cuerdas vocales falsas, como al levantar algo pesado) |
| ʰp                      | Preaspiración                                                            | a‼                     | Vibración ventricular                                                                                          |
| Nasalización            |                                                                          |                        | |
| n͋ v͋                     | Fricativa nasal                                                          | m͊                      | Denasal (como al tener catarro)                                                                                |
| Fuerza articulatoria    |                                                                          |                        | |
| f͈                       | Articulación fuerte                                                      | v͉                      | Articulación débil                                                                                             |
| Articulación            |                                                                          |                        | |
| v͆. \| ʙ͆                 | Dentolabial (pronunciada con el labio superior y los dientes inferiores) | n̪͆ h̪͆                    | Interdental o bidental                                                                                         |
| s͇ f͇                     | Alveolar(izada)                                                          | s͎                      | Silbada |
| Articulación secundaria |                                                                          |                        | |
| s͍                       | Extensión labial (ver vocal redondeada)                                  | ʒꟹ                     | Labialización abierta y redondeada                                                                             |
| kᶹ                      | Labiodentalizada                                                         | s͌                      | Fricción velofaríngea                                                                                          |
| Cadencia                |                                                                          |                        | |
| s͢θ                      | Articulación "borrosa/arrastrada"                                        | p\p\p                  | Tartamudez (articulación reiterada)                                                                            |

### Notación prosódica
En las extensiones del AFI también se encuentra un uso de la notación musical italiana para el tiempo y la dinámica del habla seguida. Esta se escribe como subíndices dentro de {claves} para indicar que son comentarios sobre la prosodia. 
Las pausas se indican con puntos o números dentro de paréntesis.
| (.)                                                                       | Pausa corta            | (..)                        | Pausa media                 | (...) | Pausa larga                     | (1.2)                  | 1.2-segunda pausa      |
| f                                                                         | Habla fuerte ('forte') | [{f ˈfweɾte f}]             | [{f ˈfweɾte f}]             | ff    | Habla más fuerte ('fortissimo') | [{ff ˈmas ˈfweɾte ff}] | [{ff ˈmas ˈfweɾte ff}] |
| p                                                                         | Habla suave ('piano')  | [{p ˈswaβe p}]              | [{p ˈswaβe p}]              | pp    | Habla más suave ('pianissimo')  | [{pp ˈmas ˈswaβe pp}]  | [{pp ˈmas ˈswaβe pp}]  |
| allegro                                                                   | Habla rápida           | [{allegro ˈrapiðo allegro}] | [{allegro ˈrapiðo allegro}] | lento | Habla lenta                     | [{lento ˈlento lento}] | [{lento ˈlento lento}] |
| crescendo, rallentando, y otros términos musicales también pueden usarse. |                        |                             |                             |       |                                 |                        |                        |

### Click obsoletos
ʇ, ʗ, ʖ, ʞ
sus versiones no obsoletas
ǀ, ǃ, ǁ, ǂ

### Implosivas obsoletas
ƥ ƭ ƭ̢ ƈ ƙ ʠ
Sus versiones no obsoletas
ɓ̥,ɗ̥,ᶑ̥,ʄ̊,ɠ̊,ʛ̥

### vocales obsoletas
ɷ,ᴈ,ɩ
Sus versiones no obsoletas
ʊ,ɜ,ɪ